# Scaphidister coomani
Scaphidister coomani är en skalbaggsart som beskrevs av Vienna och Yélamos 2006. Scaphidister coomani ingår i släktet Scaphidister och familjen stumpbaggar. Inga underarter finns listade i Catalogue of Life.